# Ca l'Armenter
|  | Per a altres significats, vegeu «Ca l'Armenter (la Seu d'Urgell)». |

Ca l'Armenter és una masia del poble de la Pedra, al municipi de la Coma i la Pedra, a la Vall de Lord (Solsonès). Està situada al sector dels Joncarets i té per masies veïnes la Creu dels Joncarets i Cal Viudo. La primera referència documental que se n'ha trobat d'ella data del Segle XVIII amb la denominació Ermenter